# Élection présidentielle nigériane de 2019
L'élection présidentielle nigériane de 2019 a lieu le 23 février 2019, en même temps que les élections législatives et sénatoriales, afin d'élire le président et le vice-président du Nigeria. 
Le scrutin devait initialement se dérouler le 16 février 2019 avant d'être reporté d'une semaine quelques heures avant l'ouverture des bureaux de vote pour cause de difficulté dans l'acheminement du matériel électoral.
Le président Muhammadu Buhari, Congrès des progressistes est réélu avec un peu plus de 55 % des voix face à soixante-douze autres candidats, dont notamment Atiku Abubakar, ancien vice-président et candidat du Parti démocratique populaire, qui en réunit 41 %.

## Mode de scrutin
Le président du Nigeria est élu selon une variante en trois tours du scrutin uninominal majoritaire pour un mandat de quatre ans, renouvelable une seule fois. Est ainsi élu au premier tour le candidat ayant recueilli la majorité relative des suffrages exprimés au niveau national et plus de 25 % dans au moins 24 des 36 États du pays. À défaut, un second tour est organisé entre le candidat arrivé en tête et celui ayant obtenu la majorité relative dans le plus grand nombre d'États, ou, en cas d'égalité de nombre d'États entre plusieurs de ces candidats, celui d'entre eux ayant obtenu le plus de voix. Pour l'emporter, un candidat doit toujours réunir la majorité relative au niveau national et plus de 25 % des voix dans au moins 24 États. Si aucun des deux n'y parvient, un troisième tour est organisé entre les deux candidats. Celui qui recueille le plus de suffrages au troisième tour est alors déclaré élu,.
Les candidats doivent être de nationalité nigériane de naissance, ne pas avoir volontairement acquis une autre nationalité, être âgé d'au moins 35 ans, ne pas avoir de casier judiciaire, être membre et candidat officiel d'un parti politique reconnu, et avoir suivi un cursus scolaire au minimum jusqu'à l'enseignement secondaire.
Chaque candidat se présente avec un colistier, lui même candidat à la vice-présidence et membre du même parti que le candidat à la présidence. Le vice-président remplace le président en cas de vacance du pouvoir, jusqu'au terme de son mandat de quatre ans. Le nouveau président peut alors nommer un nouveau vice-président avec l'accord de chacune des deux chambres du Parlement. Dans le cas où la vacance concerne le président et le vice-président simultanément, le président du Sénat assure l'intérim avant une nouvelle élection présidentielle organisée dans les trois mois. Le président élu lors de cette élection anticipée ne l'est cependant que pour la durée restante du mandat de quatre ans de son prédécesseur.

## Principaux candidats
Le scrutin voit s'affronter soixante-treize candidats à la présidence, dont le président sortant Muhammadu Buhari, du Congrès des progressistes (APC), ainsi que le candidat du Parti démocratique populaire (PDP), Atiku Abubakar,
Les candidats des deux principaux partis du pays dominent à nouveau largement la campagne. Lors de la précédente présidentielle en 2015, les douze candidats hors APC et PDP avaient ainsi recueilli ensemble moins de voix que le total des votes blancs et nuls.

## Résultats
| Candidats et colistiers   | Candidats et colistiers        | Partis                    | Premier tour | Premier tour |
| Candidats et colistiers   | Candidats et colistiers        | Partis                    | Voix         | %            |
| ------------------------- | ------------------------------ | ------------------------- | ------------ | ------------ |
|                           | Muhammadu Buhari Yemi Osinbajo | APC                       | 15 191 847   | 55,60        |
|                           | Atiku Abubakar Peter Obi       | PDP                       | 11 262 978   | 41,22        |
|                           | Autres candidats               | Autres candidats          | 869 758      | 3,18         |
|                           |                                |                           |              |              |
| Suffrages exprimés        | Suffrages exprimés             | Suffrages exprimés        | 27 324 583   | 95,49        |
| Votes blancs et invalides | Votes blancs et invalides      | Votes blancs et invalides | 1 289 607    | 4,51         |
| Total                     | Total                          | Total                     | 28 614 190   | 100          |
| Abstentions               | Abstentions                    | Abstentions               | 53 729 917   | 65,25        |
| Inscrits / participation  | Inscrits / participation       | Inscrits / participation  | 82 344 107   | 34,75        |

## Suites
Muhammadu Buhari l'emporte dès le premier tour,. Abubakar conteste les résultats.
Constatant que les élections n'ont compté que 4 % de candidates féminines, la militante pour les droits des femmes Ibijoke Faborode fonde l'organisation à but non lucratif ElectHER visant à augmenter le nombre de femmes au gouvernement.